# Lamprostola nitens
Lamprostola nitens là một loài bướm đêm thuộc phân họ Arctiinae, họ Erebidae.